# ASV Hertha Wien
ASV Hertha Wien – austriacki klub piłkarski z wiedeńskiej dzielnicy Favoriten, działający w latach 1904-1940.

## Historia
Klub piłkarski ASV Hertha został założony w miejscowości Wiedeń w 1904 roku przez byłych zawodników drużyny młodzieżowej SpC Rudolfshügel Wiedeń, którzy odeszli z klubu. W 1907 roku dołączył do Austriackiego Związku Piłki Nożnej, gdzie klub piłkarski został podzielony do 2. Klasse. W sezonie 1910/11 został promowany do pierwszej klasy. W 1911 roku zespół startował w pierwszych oficjalnych rozgrywkach mistrzostw Austrii, które początkowo ograniczały się do drużyn wiedeńskich. W debiutowym sezonie 1911/12 zajął 9.miejsce w Erste Klasse i potem musiał walczyć w barażach o pozostanie w lidze z Rudolfshügel, który zajął 10. miejsce. W następnym sezonie 1912/13 zajął ostatnie 10.miejsce, ale w barażach zwyciężył z SC Wacker i znów utrzymał się w lidze. W sezonie 1913/14 klub uplasował się na przedostatniej 9.pozycji. W sezonie 1914/15 awansował na 5.lokatę. Jednak potem rozpoczęła się chwalebna seria trzech ostatnich miejsc z rzędu i tylko jedno zwycięstwo w sezonie w kolejnych sezonach. Ponieważ reguła spadkowa została zawieszona na czas wojny, klub zawsze był w stanie pozostać w najwyższej lidze austriackiej. Potem najczęściej znajdował się w dolnej połowie tabeli. Sezon 1923/24 zakończył na 10.miejscu i spadł do drugiej ligi. W II. Lidze był drugim i po roku wrócił do I. Ligi. Jednak nie utrzymał się w I. Lidze i spadł z powrotem do drugiej ligi. W 1927 klub zwyciężył w drugiej lidze i powrócił do I. Ligi. Sezon 1929/30 uplasował się na ostatniej 11.pozycji i ponownie został zdegradowany do drugiej ligi. Po zakończeniu sezonu 1930/31, w którym zajął 6.lokatę, klub wycofał się z rozgrywek i nie brał już udziału w mistrzostwach profesjonalnych. W 1940 został rozwiązany.

## Barwy klubowe, strój
|  |  |

Klub ma barwy niebiesko-białe. Zawodnicy domowe spotkania zazwyczaj grają w białych koszulkach, niebieskich spodenkach oraz białych getrach.

## Sukcesy

### Trofea międzynarodowe
Nie uczestniczył w rozgrywkach europejskich (stan na 31-05-2019).

### Trofea krajowe
| \| \| Zdobyte trofea w rozgrywkach Austrii (stan na: 31-05-2019) \| |                                                            |      |                  |
| Rozgrywki                                                           | Osiągnięcie                                                | Razy | Sezon(y)         |
| · Mistrzostwo                                                       | I miejsce                                                  | 0    |                  |
| · Mistrzostwo                                                       | II miejsce                                                 | 0    |                  |
| · Mistrzostwo                                                       | III miejsce                                                | 0    |                  |
| · Mistrzostwo                                                       | 5.miejsce                                                  | 2    | 1914/15, 1920/21 |
| Puchar                                                              | zdobywca                                                   | 0    |                  |
| Puchar                                                              | finalista                                                  | 0    |                  |
| Puchar                                                              | półfinalista                                               | 1    | 1927/28          |
| II liga                                                             | I miejsce                                                  | 1    | 1926/27          |
| II liga                                                             | II miejsce                                                 | 1    | 1924/25          |
| II liga                                                             | III miejsce                                                | 0    |                  |
| Austria                                                             | Zdobyte trofea w rozgrywkach Austrii (stan na: 31-05-2019) |      |                  |

## Poszczególne sezony

### Rozgrywki międzynarodowe

#### Europejskie puchary
Nie uczestniczył w rozgrywkach europejskich.

### Rozgrywki krajowe
| \| Austria \| Bilans występów klubu w rozgrywkach piłkarskich Austrii (Stan na 31 maja 2019 r.) \| \| |                                                                                   |        |       |   |   |   |    |    |     |                               |        |        |      |
| Poziom                                                                                                | Rozgrywki                                                                         | Sezony | Mecze | Z | R | P | B+ | B– | Pkt | Lata                          | Awanse | Spadki | Naj. |
| I | Erste Klasse/ I. Liga                                                             | 17     |       |   |   |   |    |    |     | 1911–1924, 1925/26, 1927–1930 | 0      | 3      | 5    |
| II | II. Liga                                                                          | 3      |       |   |   |   |    |    |     | 1924/25, 1926/27, 1930/31     | 2      | 0      | 1    |
| | Puchar Austrii                                                                    | ?      |       |   |   |   |    |    |     | od 1917                       | 0      | 0      | 1/2  |
| Austria                                                                                               | Bilans występów klubu w rozgrywkach piłkarskich Austrii (Stan na 31 maja 2019 r.) |        |       |   |   |   |    |    |     |                               |        |        |      |

## Struktura klubu

### Stadion
Klub piłkarski rozgrywał swoje mecze domowe na stadionie Sportplatz Hertha w Wiedniu, który mógł pomieścić 3000 widzów.

### Derby
- Austria Wiedeń
- First Vienna FC 1894
- Floridsdorfer AC
- Rapid Wiedeń
- SC Rudolfshügel
- 1. Simmeringer SC
- Vienna Cricket&FC
- Wiener AC
- Wiener AF
- Wiener SC